# 條紋羽花介
條紋羽花介（学名：Cytheropteron rectocostum）为尾花介科羽花介屬下的一个种。